# Église Saint-Pierre de Gréolières
L'église Saint-Pierre est une église catholique située en France sur la commune de Gréolières, dans le département des Alpes-Maritimes en région Provence-Alpes-Côte d'Azur.

## Localisation
L'église est située dans le département français des Alpes-Maritimes, sur la commune de Gréolières.

## Historique
Une première église avec son presbytère est construite au Ve siècle.
L"église est mentionnée pour la première fois en 1312, mais elle est plus ancienne. Église paroissiale de Basses-Gréolières, sa construction a dû commencer au XIIe siècle et continuer au XIIIe siècle.
L'église est construite avec deux nefs. Les deux vaisseaux sont séparés par un pilier irrégulier et deux colonnes. La première travée est plus longue que les suivantes.
De la première époque de construction, il reste la nef près de laquelle se trouvait l'ancien cimetière et la façade. La nef sud se termine sur une abside semi-circulaire couverte en cul-de-four. Elle est voûtée par un berceau en plein cintre supporté par des arcs doubleaux. Sur le mur sud, les travées sont séparées par des pilastres
L'église a été agrandie vers 1530 par le vaisseau nord. Il est couvert de voûtes en arc de cloître réalisées au XVIIe siècle pour remplacer les voûtes en croisées d'ogives qui menaçaient de s'effondrer.
Le portail de la façade possède un encadrement en pierre qui a été travaillé. Uns pierre sculptée représentant un pélican a été placé à son sommet. Les sommiers sculptés servant d'appui à la voussure extérieure de l'archivolte représentent des angelots. Celui de gauche porte la date de réalisation, 1530.
Des travaux de restauration de l'église importants sont faits entre 1712 et 1727. Le portail qui ne s'adapte pas au parement a été déplacé à l'occasion de ces travaux.
L'ancien clocher qui se trouvait au-dessus de la porte d'entrée est démoli et reconstruit à son emplacement actuel. Le campanile qui le couronne a été réalisé au XIXe siècle. L'oriflamme porte la date de 1851.
L'édifice est inscrit au titre des monuments historiques le 27 juin 1984.

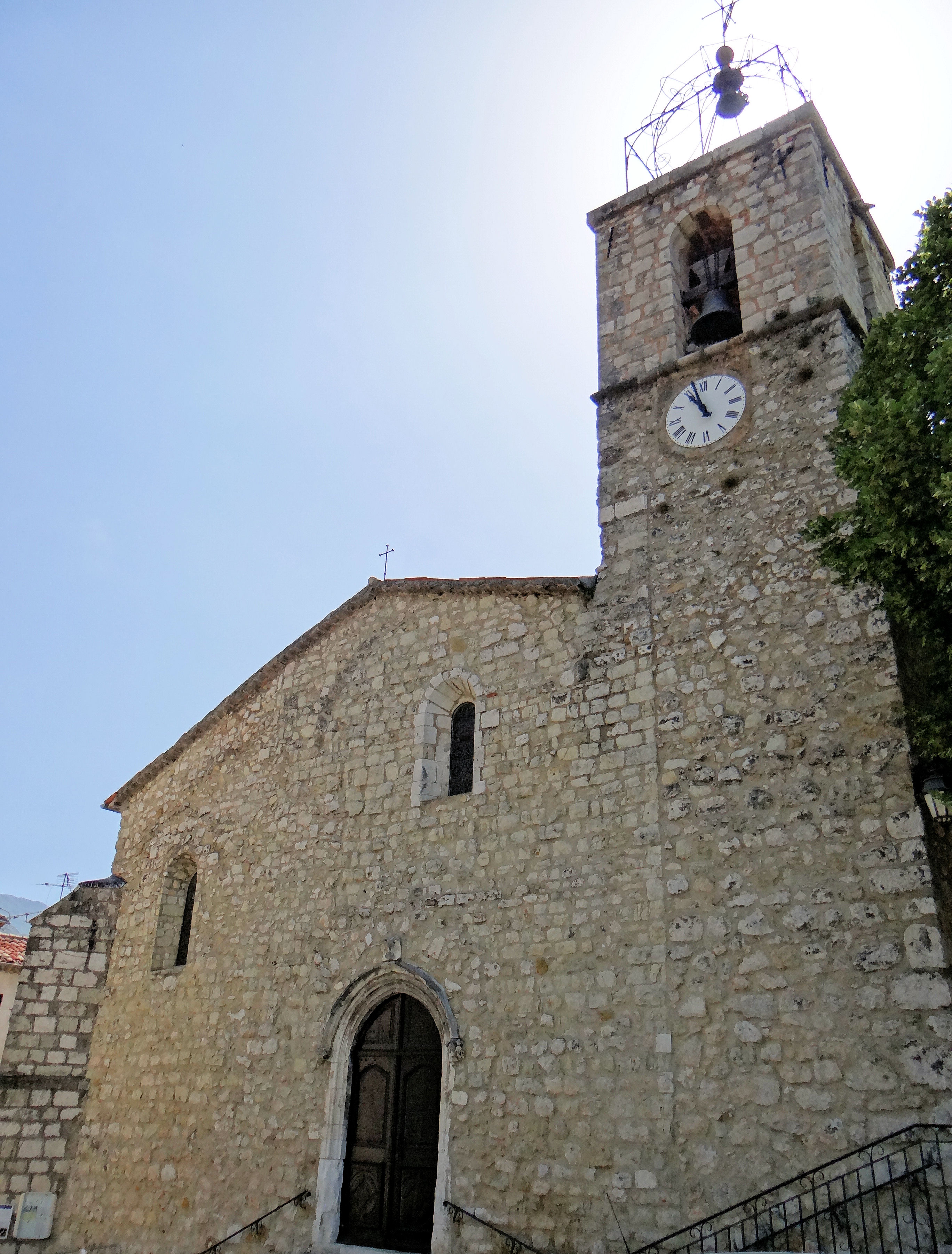
Façade avec le portail.
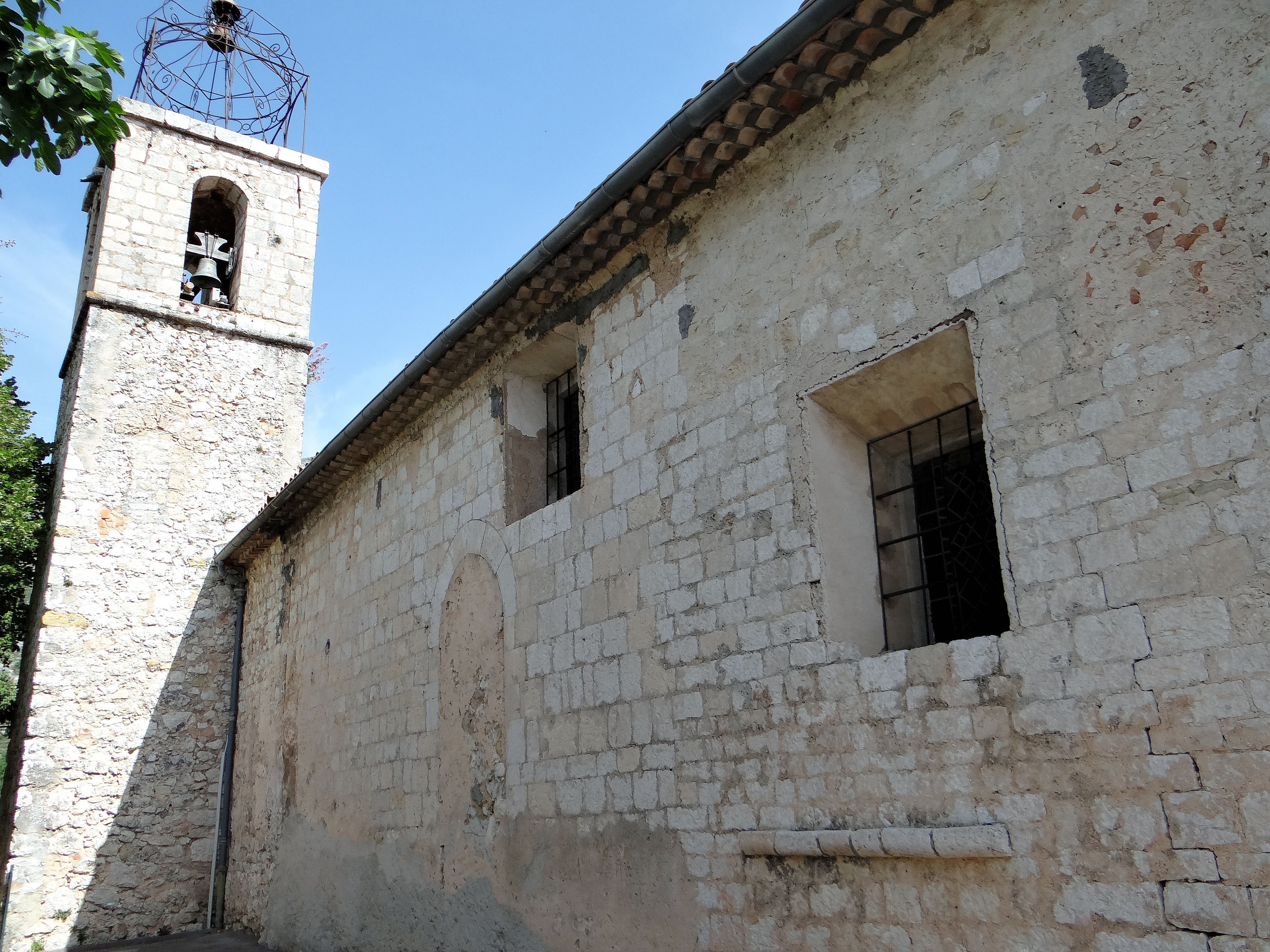
Clocher et mur du côté du château.
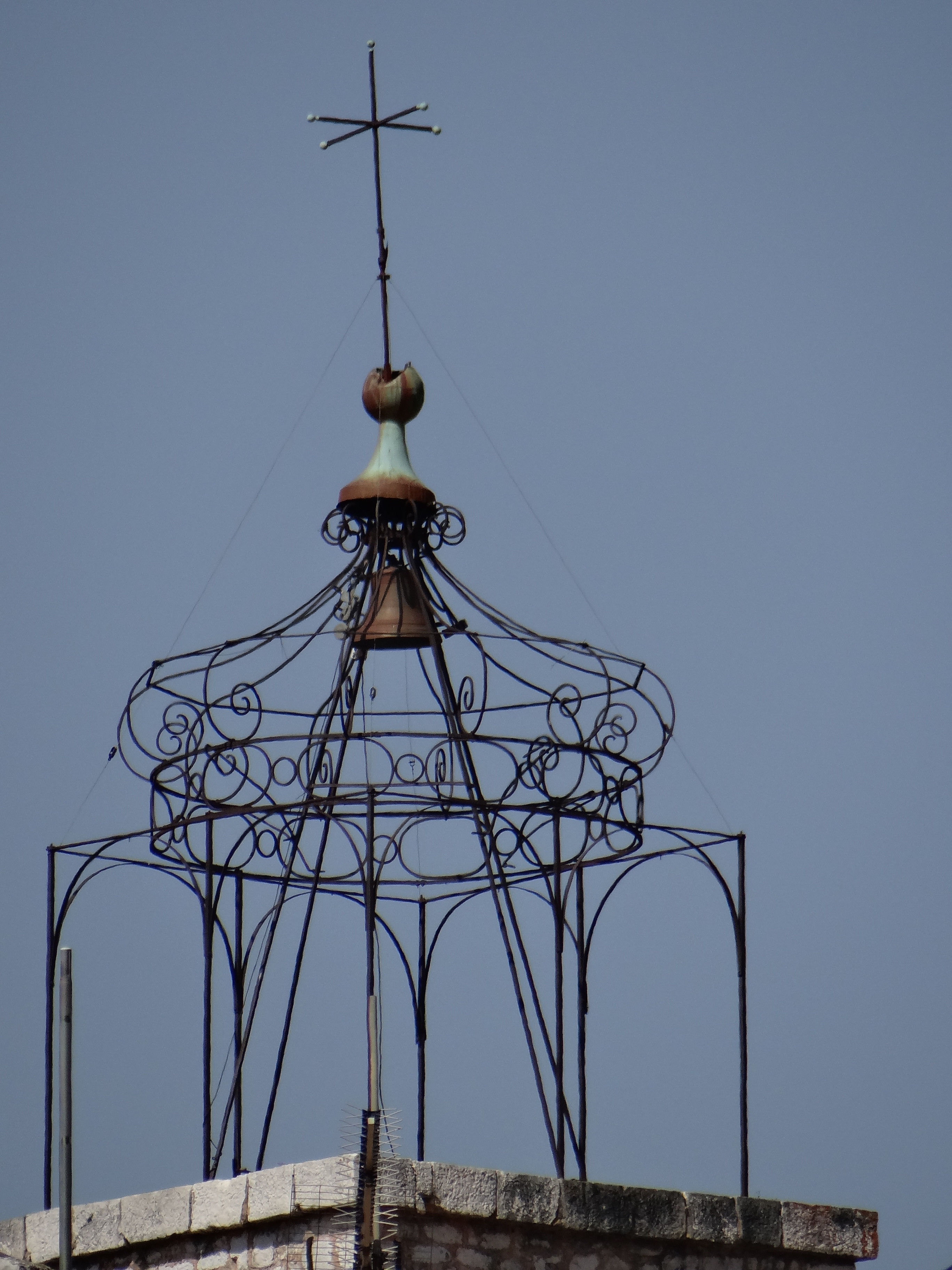
Campanile.

## Mobilier
L'église possède plusieurs objets religieux :
- le retable de saint Étienne[2], provenant de l'église Saint-Étienne de Hautes-Gréolières. Il a été peint vers 1480. Il ne semble pas être de l'école de Bréa. On l'a attribué à l'école provençale. C'est un retable à 7 compartiments. Au centre, saint Étienne portant la palme du martyr et un livre ouvert. Une pierre contre sa tête rappelle sa mort par lapidation. À gauche, saint Jean Baptiste, à droite saint Antoine. Sur le registre supérieur, au milieu, la Crucifixion, entre Marie et Jean, avec, à gauche, saint Georges, et à droite, saint Michel. Sur la prédelle sont représentés le Christ et les apôtres.
- Statue de saint Pierre, en bois doré et polychrome, datant du XVIIe siècle[3].
- Statue de la Vierge à l'Enfant, du XIVe siècle, volée en 1987.
- Tableau de saint Jean le Baptiste, attribué à Bréa, volé en 1987.